# Emarèse
Emarèse (arpità Èmarèisa) és un municipi italià, situat a la regió de Vall d'Aosta. L'any 2007 tenia 215 habitants. Limita amb els municipis de Brusson, Challand-Saint-Anselme, Challand-Saint-Victor, Montjovet i Saint-Vincent.

## Administració
| Període | Identitat             | Partit        |
| ------- | --------------------- | ------------- |
| 2005-   | Fabrizio Maria Treves | Llista cívica |

## Personatges il·lustres
- Joseph Trèves, sacerdot i activista valldostà.

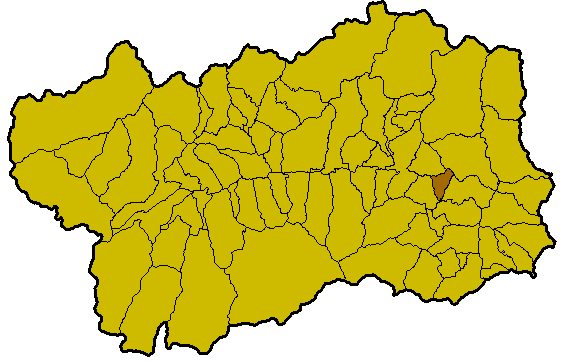
Situació d'Emarèse a la Vall